# Wilhelm (Berg-Ravensberg)

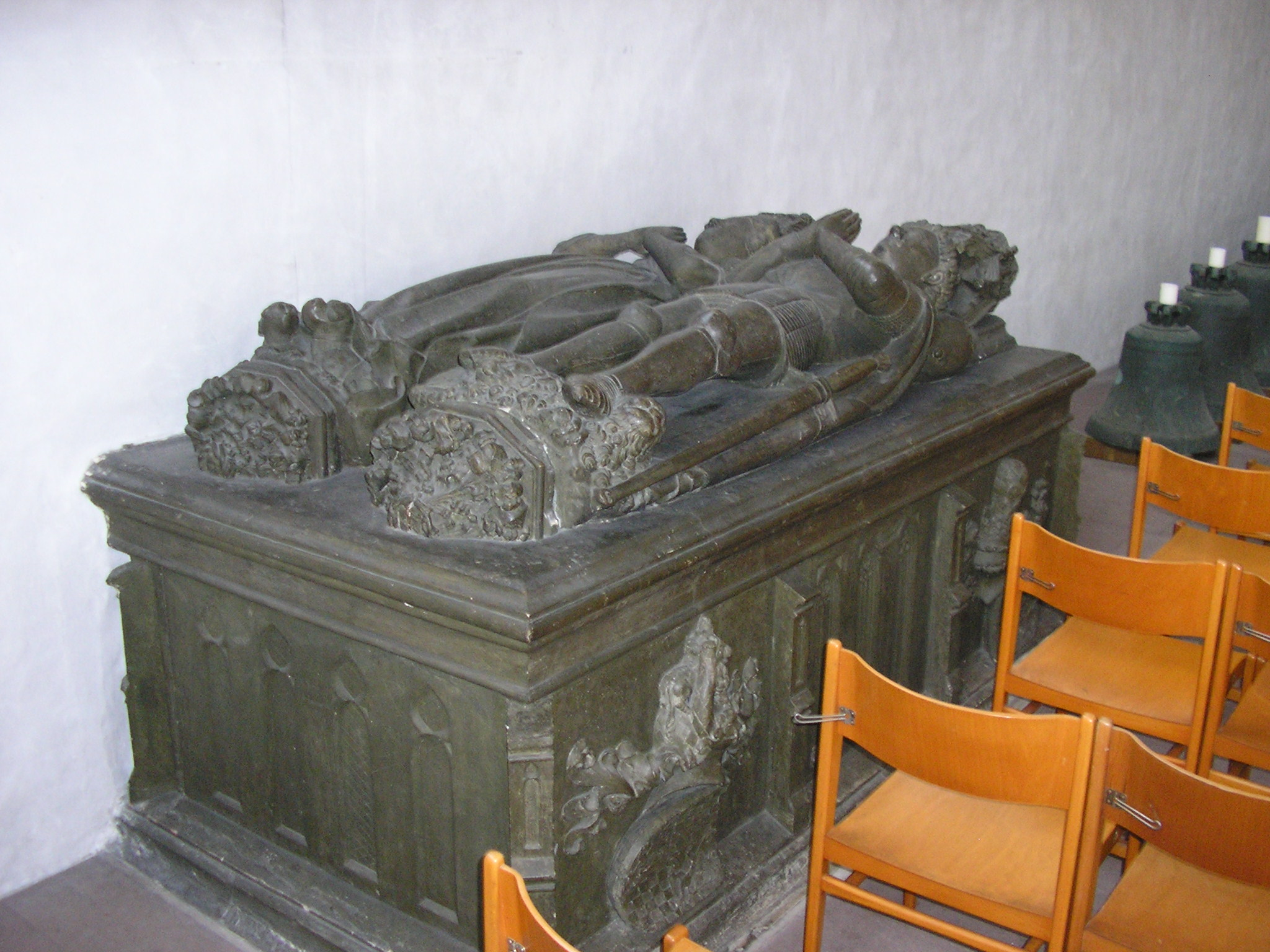
Grablege für Wilhelm und seine Frau

Wilhelm von Berg (* 1382; † 22. November 1428) war als Wilhelm II. Graf von Ravensberg und regierte als Fürstbischof Wilhelm das Hochstift Paderborn (1402–1414). Er stammte aus der das Herzogtum Berg regierenden Linie des Hauses Jülich.

## Lebenslauf
Wilhelm war der dritte Sohn Herzog Wilhelms I. von Berg und Annas, Tochter des Kurfürsten Ruprecht II. von der Pfalz und Schwester des deutschen Königs Ruprecht. Ruprecht von Berg, Elekt-Fürstbischof von Passau und Paderborn, war Wilhelms Bruder.
Wilhelm wurde vom Bischof Johann von Hoya wohl Anfang 1399 mit der Verwaltung der westlich des Eggegebirges gelegenen westlichen Teile des Bistums mit Schloß Neuhaus bestellt. Der Unterstützung seines königlichen Onkels Rupprecht verdankte Wilhelm die Wahl zum (nicht geweihten) Bischof von Paderborn 1401. Bereits am 5. November 1400 erteilte Papst Bonifatius IX. ihm die Erlaubnis sich zum Bischof weihen zu  lassen. Das Domkapitel setzte ihn am 14. März 1401 in das Bischofsamt ein, nachdem er den erforderlichen Eid geleistet hatte.  Obwohl sein Vater ihm 1402 die Grafschaft Ravensberg übertrug, unterstützte Wilhelm 1403 seinen Bruder Adolf bei dessen Auflehnung gegen den Vater, söhnte sich aber schon 1404 mit seinem Vater wieder aus und wurde im Besitz Ravensbergs bestätigt.
In der Folge führte er viele Fehden, unter anderem gegen Lippe, dem er in Teilen die Paderborner Oberhoheit aufzwang und Enger für Ravensberg abnahm.
Mit seinem engen Berater Gobelin Person reformierte er das Stift Böddeken bei Büren im Sinne der Devotio Moderna. Mit dem Versuch, gleiches für das Kloster Abdinghof in der Stadt Paderborn zu erreichen, brachte er jedoch die Paderborner Bürgerschaft und die Stände gegen sich auf.
Als er sich 1414 um das freigewordene Erzbistum Köln bewarb, verbündete sich sein dortiger Konkurrent Dietrich von Moers mit Wilhelms Gegnern im Bistum Paderborn und ließ sich zum Bischof wählen. Derart bedrängt, musste Wilhelm sowohl auf Paderborn als auch auf seine Kölner Anwartschaft verzichten, zog sich auf die ihm verbliebene Grafschaft Ravensberg zurück und residierte auf der Sparrenburg bei Bielefeld.
1416 heiratete er Dietrichs Nichte Adelheid von Tecklenburg und wurde so zum Stammvater einer neuen Linie der Bergischen Herzöge, da der aus der Ehe hervorgegangene einzige Sohn Gerhard nicht nur die Grafschaft Ravensberg, sondern 1437 auch die Herzogtümer Berg und Jülich erbte.
Wilhelm starb 1428 und wurde in der Neustädter Marienkirche in Bielefeld beigesetzt, wo sein Grabmal noch heute zu besichtigen ist.